# Schloss Waldeck

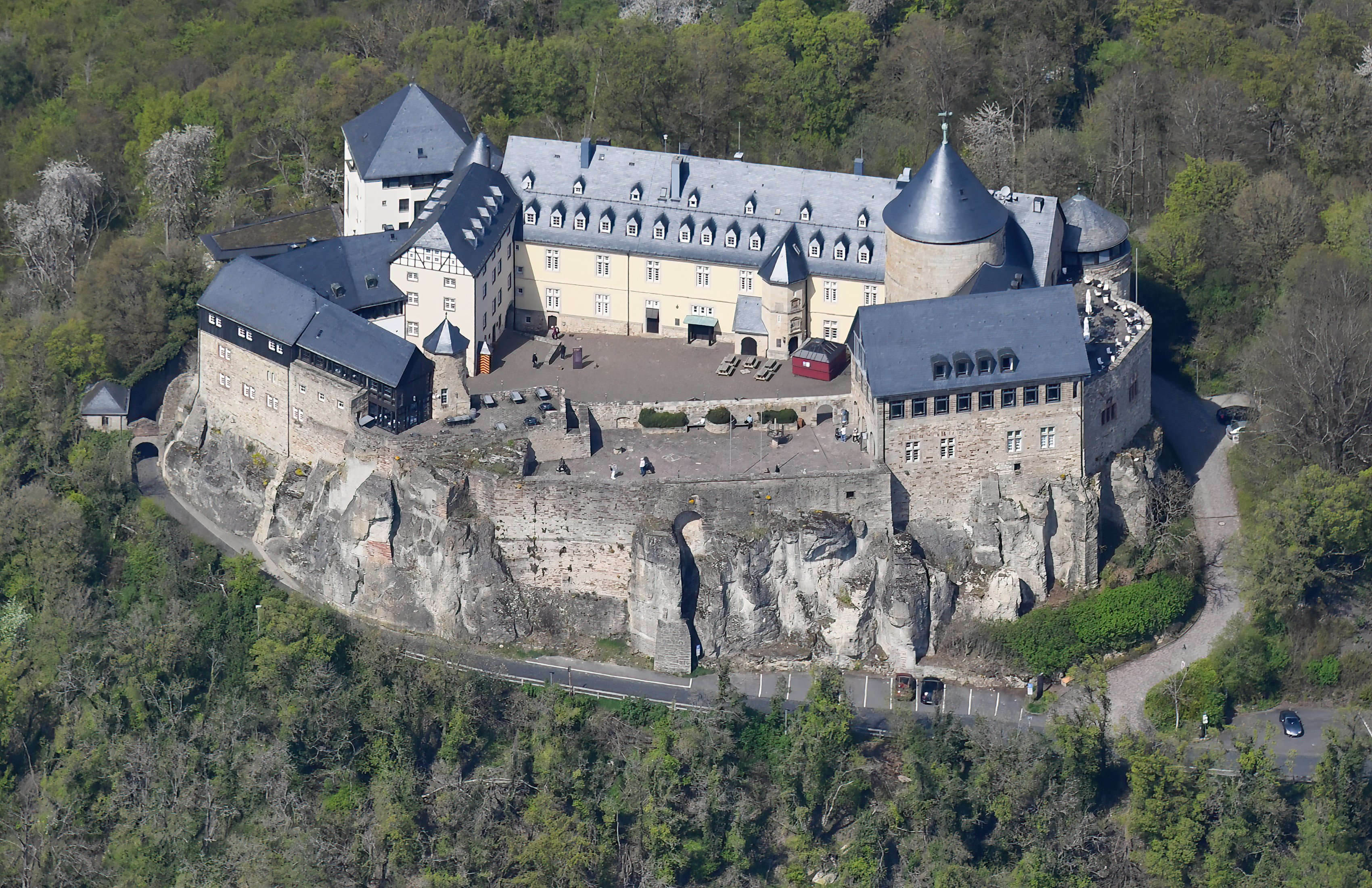
Das Schloss Waldeck von Süden aus der Luft gesehen

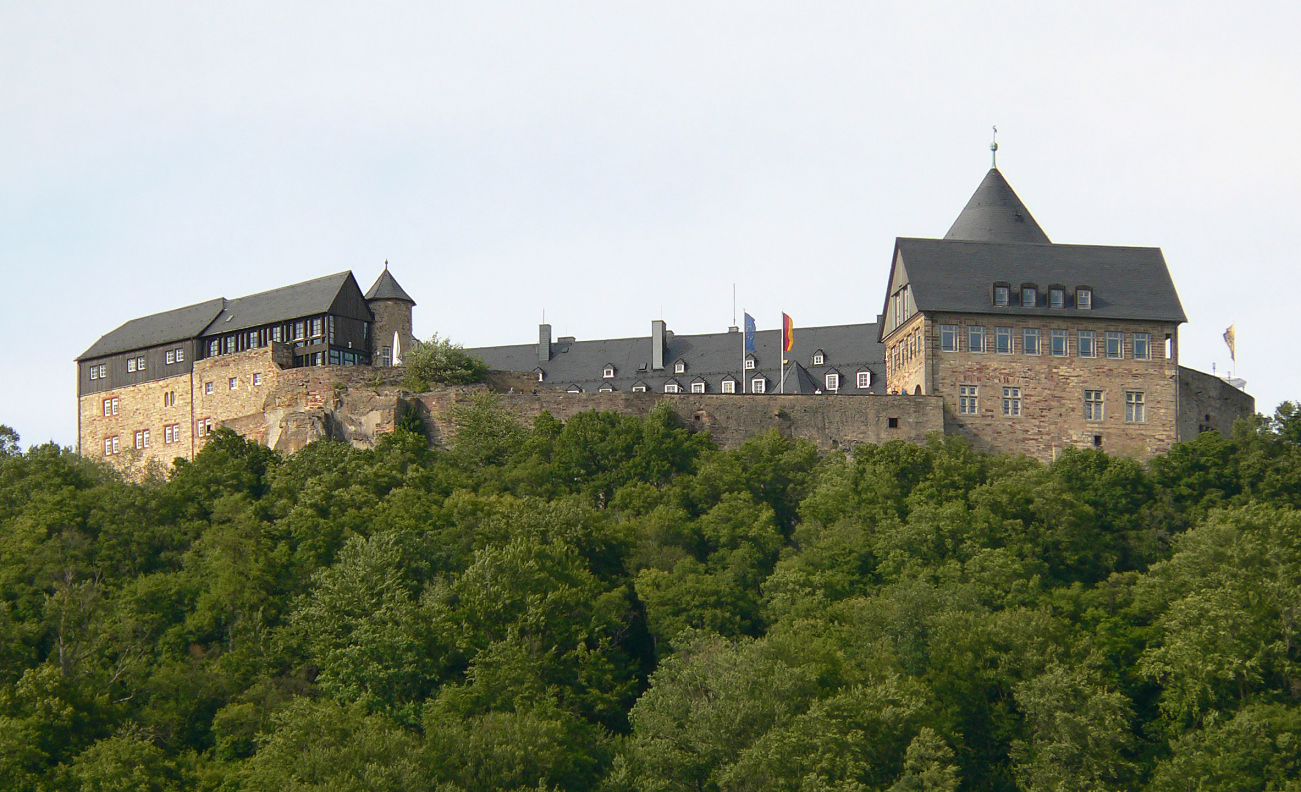
Blick von einem Schiff auf dem Edersee zum Schloss Waldeck

Das Schloss Waldeck (oder auch die Burg Waldeck) ist eine schlossartig ausgebaute Burganlage aus dem 12. Jahrhundert im Stadtgebiet von Waldeck im Landkreis Waldeck-Frankenberg in Hessen (Deutschland).

## Geographische Lage
Das Schloss Waldeck steht im Nordteil des Naturparks Kellerwald-Edersee oberhalb des Nordostufers des Edersees am Westrand der Waldecker Kernstadt. Es befindet sich auf einem steilen, felsigen und an seinen Hängen bewaldeten Berg und ist vom Ortszentrum kommend auf einer Straße zu erreichen.

## Kurzhistorie

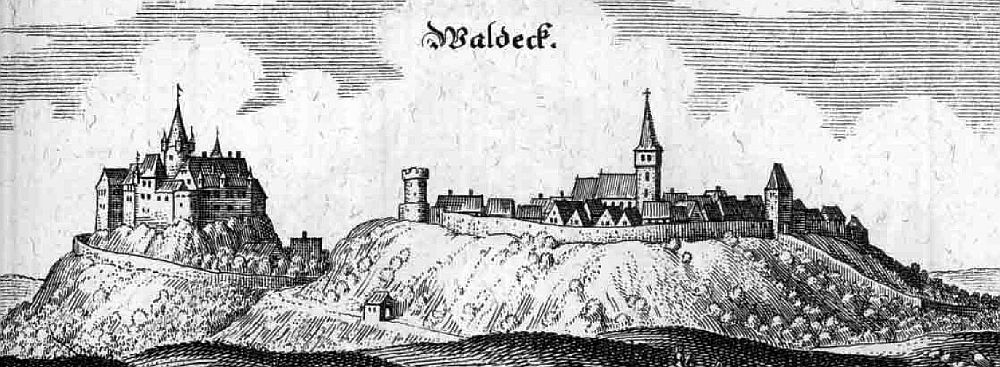
Schloss und Ort Waldeck in der Topographia Hassiae von Matthäus Merian, 1655

Die Höhenburg wurde im Jahr 1120 erstmals urkundlich erwähnt. Nachdem Graf Widekind I. von Schwalenberg Lutrud von Itter und sein Sohn Volkwin Luitgard, eine Tochter des Grafen Poppo I. von Ziegenhain, geheiratet hatten, kam die Burg in den Besitz der Schwalenberger. Ab 1180 nannte sich ein Zweig dieses Hauses nach ihr. Bis 1655 war die Burg, im Laufe der Zeit vielfach erneuert und schlossartig umgebaut, Residenz der Grafen von Waldeck, danach zogen sie um nach Arolsen. Die Anlage diente danach unterschiedlichen Zwecken. Zunächst war sie Festung und Sitz eines Schlosskommandanten, dann Kaserne, von 1734 bis 1868 Zuchthaus und Frauengefängnis. Seit 1920 gehört sie der Waldeckischen Domanialverwaltung und ist öffentliches Vermögen.

## Rundgang
Das untere Rundtor am Pulverturm (1637) trägt das Wappen der Linie Waldeck-Pyrmont (um 1830); links vom Torbogen am Torhaus (ebenfalls 1637) sind noch Schießscharten zu erkennen.
Der im 16. Jahrhundert angelegte Burgbrunnen ist etwa 120 m tief. Hier musste in stundenlanger Arbeit das Wasser eimerweise über ein Räderwerk zu Tage befördert werden. Schon 1612 wurde im Rahmen einer Wasserkunst ein Pumpwerk geplant, das Wasser aus der im Tal liegenden Herrentränke zum Schloss befördern sollte. Heute ist ungewiss, ob die Planung zur Ausführung gelangte.
Durch das Obere Tor (1756) gelangt man vorbei am stark umgestalteten Gebäudekomplex des heutigen Hotels in den Innenhof der Burganlage.
Der Nordbau ist der sogenannte „Wildunger Flügel“, benannt nach dem Wildunger Zweig der Grafen von Waldeck, die hier zwischen 1500 und 1577 im ersten Stock wohnten. 1577 schuf Andreas Herber ein mit einem Monogramm bezeichnetes Wappen, das sich am Treppenturm des Schlosses befindet. Das Sockelgeschoss ist in den Felsen gebaut. Im Keller befanden sich ein Wasserbehälter, eine Ölmühle und mehrere Backöfen. Am achteckigen Turm dieses Flügels sind die Wappen von drei Waldecker Linien angebracht, nämlich Waldeck und Runkel, Waldeck und Ostfriesland sowie Waldeck und Hessen.
Im Osten erhebt sich der Bergfried als dreigeschossiger Bau aus Edersee-Grauwacke mit über 3 m dicken Mauern. Er stammt von Ende des 13. oder Anfang des 14. Jahrhunderts und gehört damit zu den ältesten noch erhaltenen Teilen der Anlage. Da im Bergfried zwischen 1745 und 1761 das gräfliche Archiv untergebracht war, nannte man ihn auch „Archivturm“. Zwischen 1952 und 1997 diente er als Wasserturm. Neben dem Bergfried befindet sich das Museum in einem neu gestalteten Bau.
Im Süden gelangt man auf die Altane, eine großflächige Terrasse. Bei gutem Wetter bietet sich ein weiter Ausblick nach Süden zur Edertalsperre sowie nach Westen über den gesamten Edersee. Bis 1734 befand sich hier der sogenannte „Eisenbergische Flügel“, der nach dem anderen Hauptzweig der Waldecker Grafenfamilie benannt ist. Von ihm sind nur noch die Kellergewölbe aus dem 13. Jahrhundert erhalten. Auf der Terrasse stehen zwei Kanonen aus Lüttich von 1862, die im Deutsch-Französischen Krieg 1870/71 eingesetzt wurden. Daneben haben Schüler des Lehrbauhofs Korbach einen Pranger mit Halseisen („Kaak“ genannt) nachgebaut.
Im Westen der Anlage steht der Obere Torbau, der im 19. Jahrhundert als Amthaus diente. Hier befindet sich auch der nach 1500 im spätgotischen Stil erbaute achteckige Uhrturm. Die stark umgestalteten Gebäude beherbergen heute ein Restaurant.

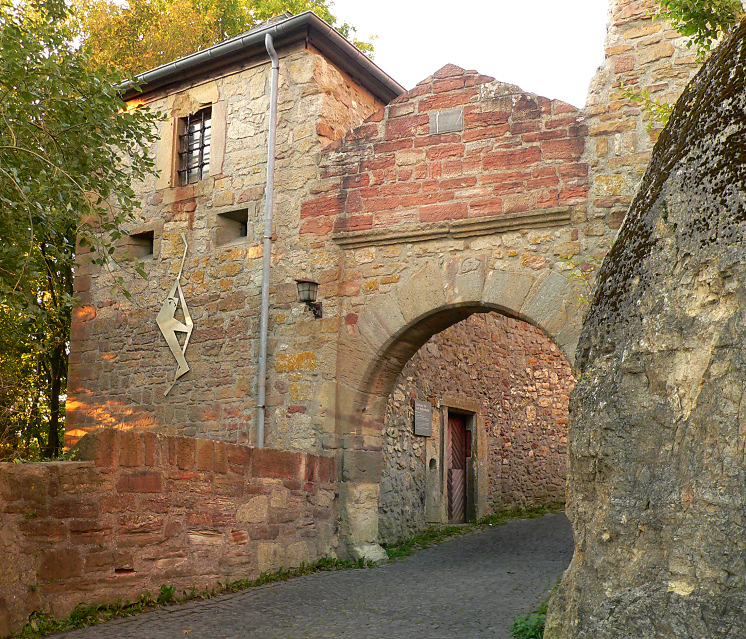
Eingang am unteren Tor
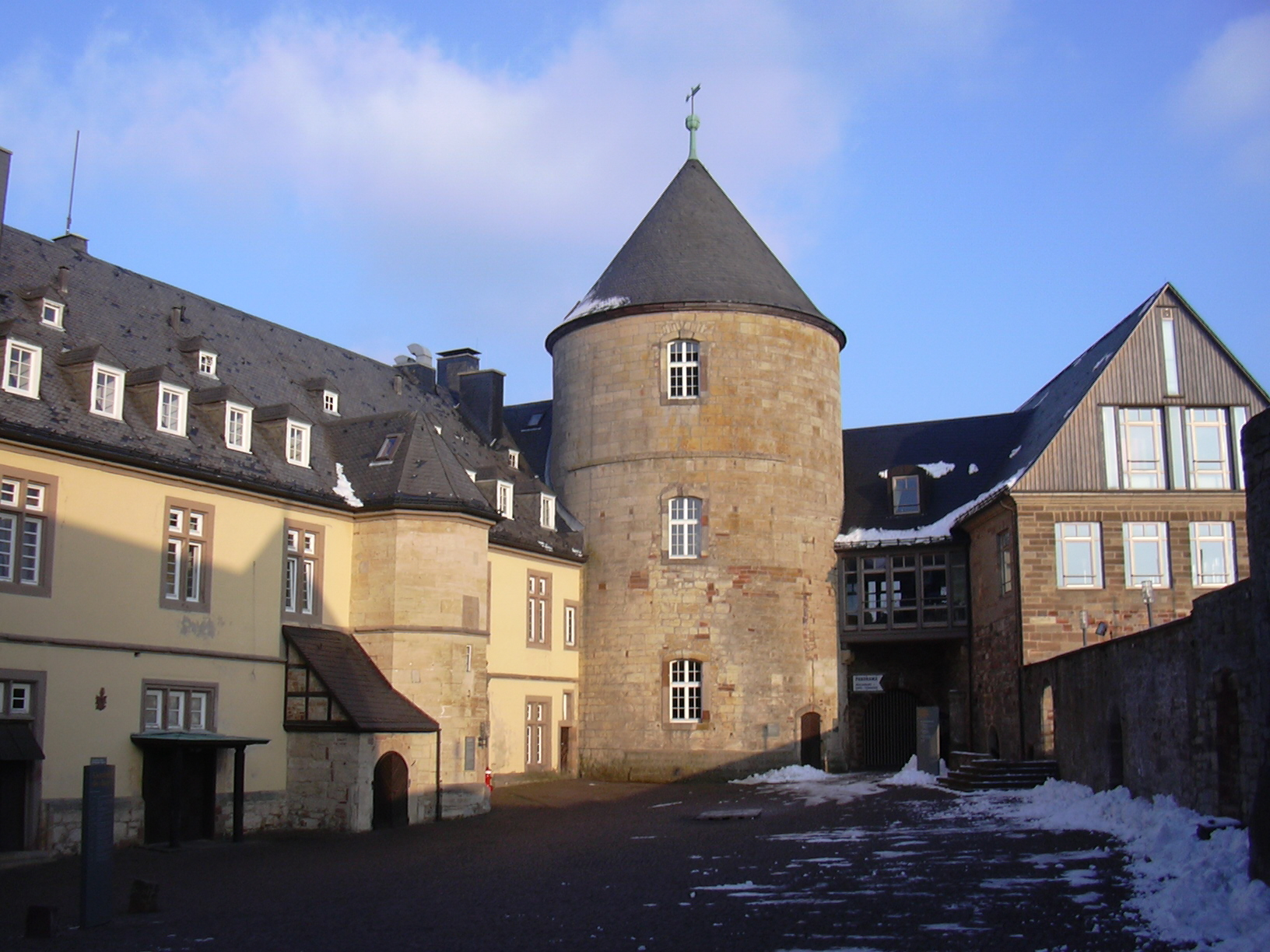
Innenhof mit Nordost- und Südostflügel, Turm, Bergfried und Museum
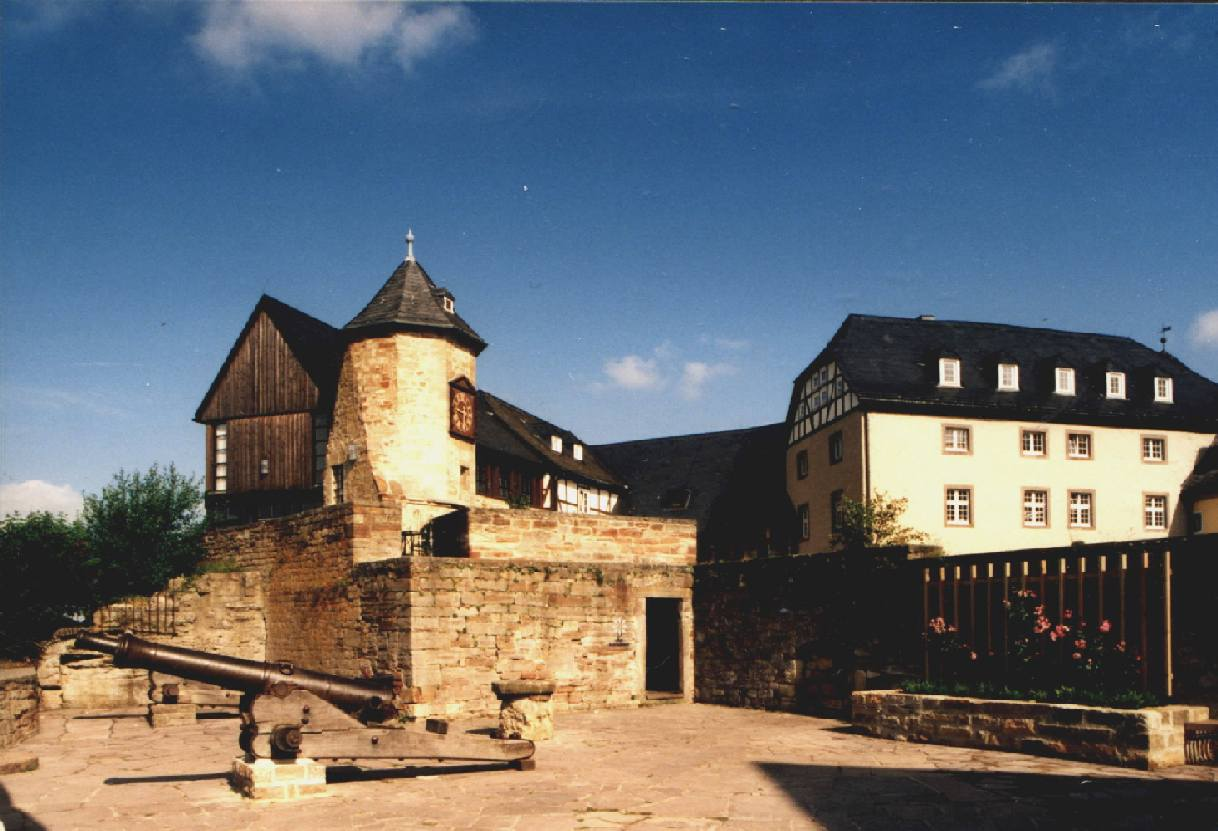
Kanonen und Pulverturm
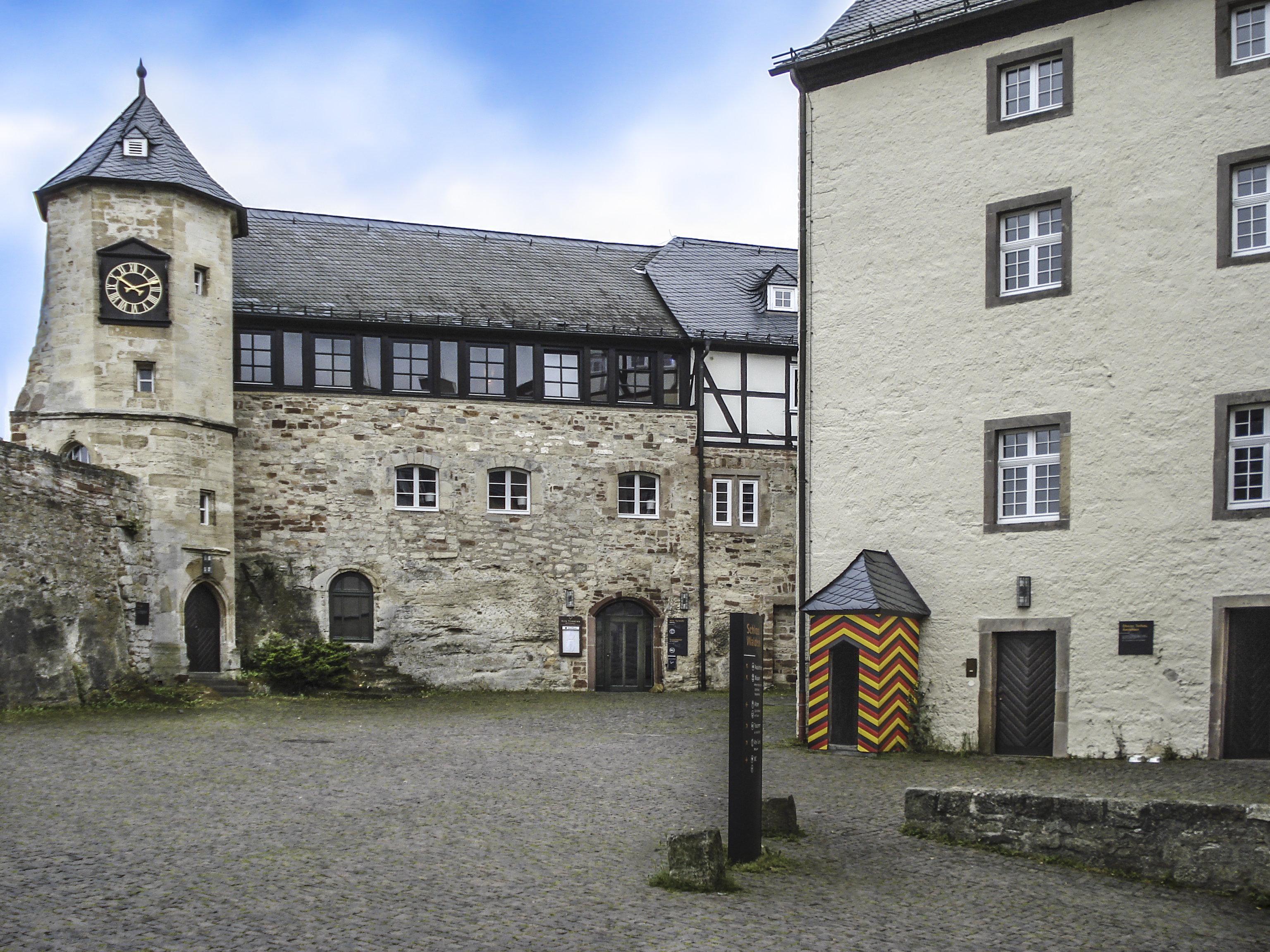
Innenhof mit Pulverturm
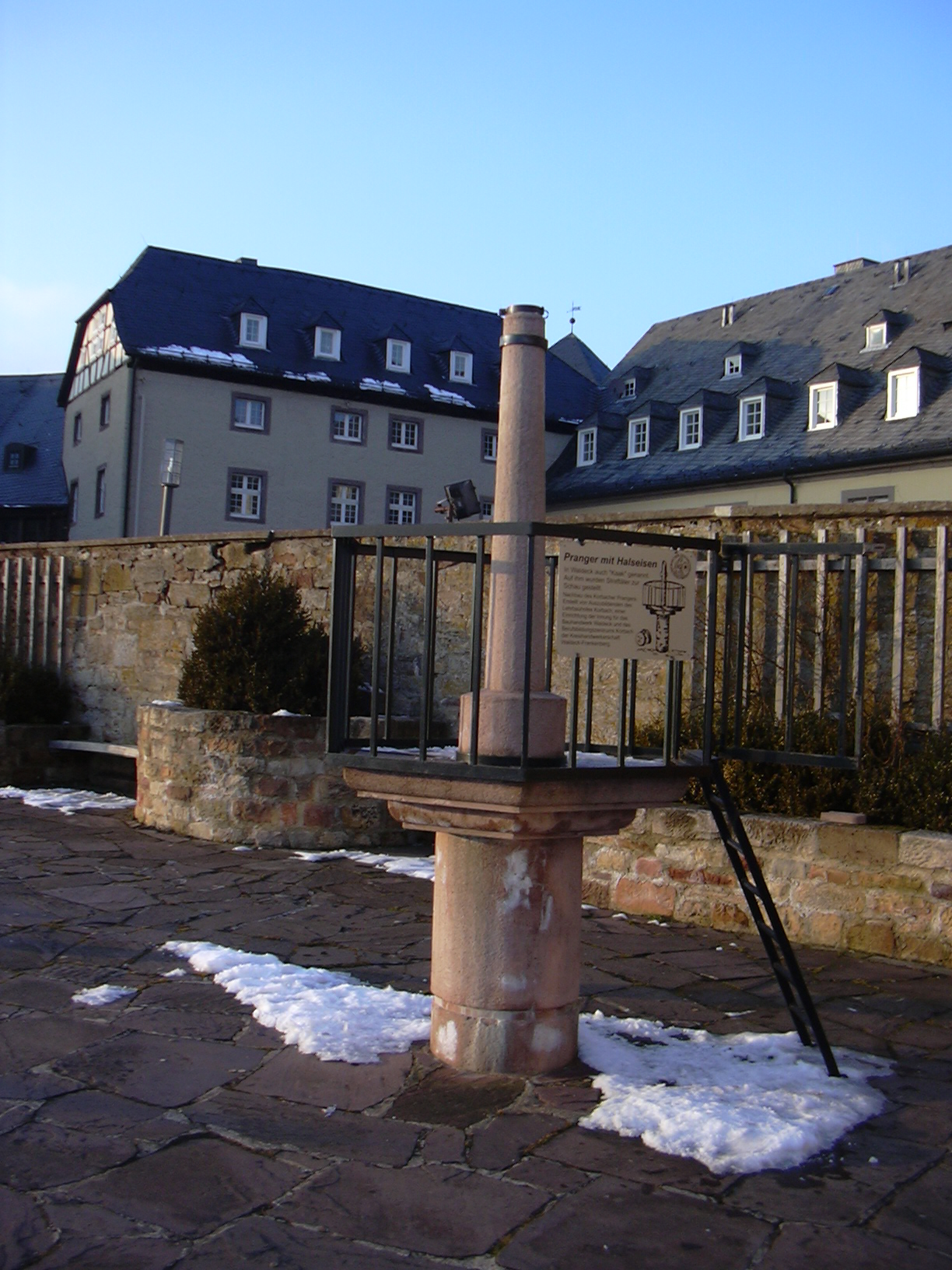
Rekonstruierter Pranger auf der Schlossterrasse

## Tourismus

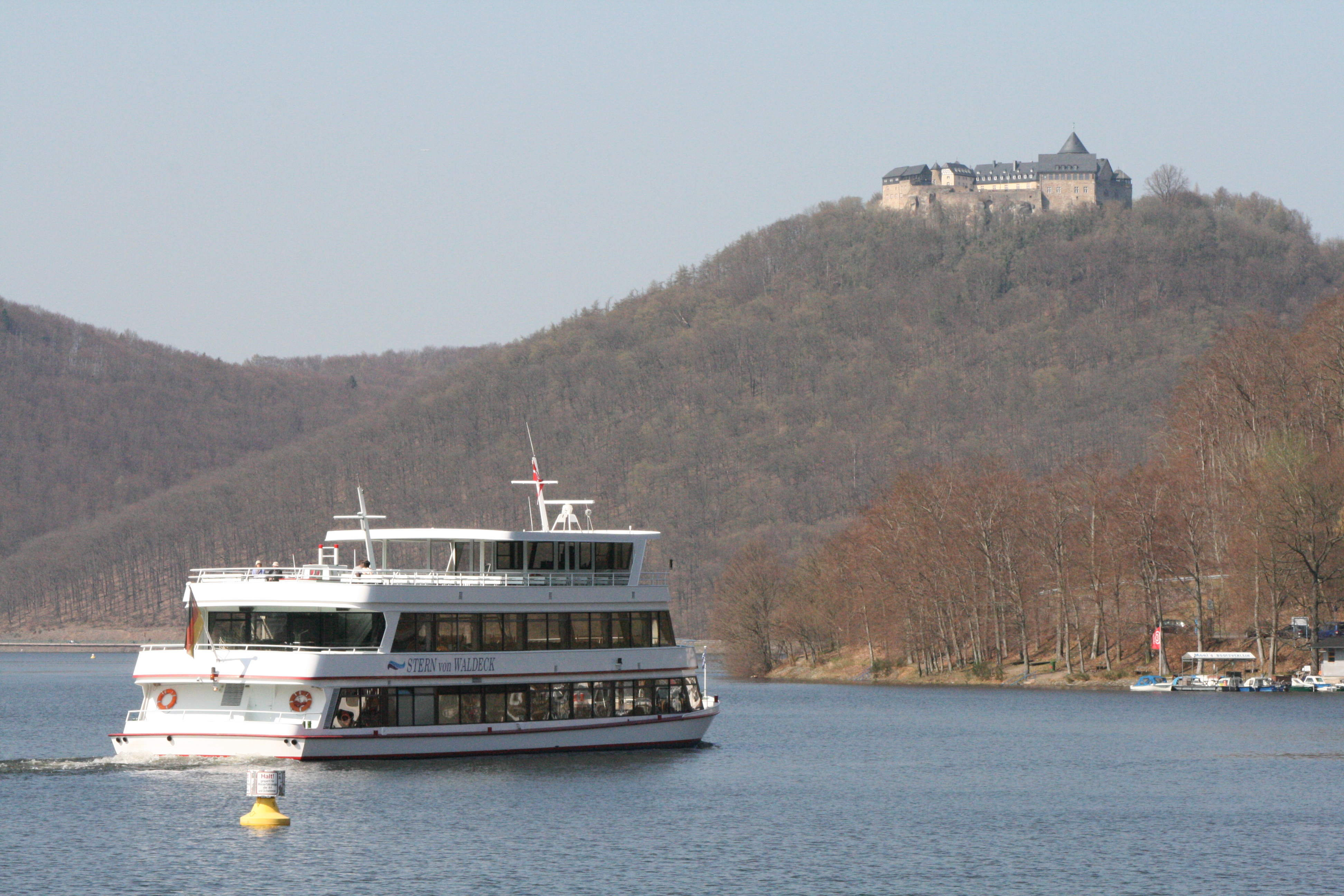
Die Burg hoch über dem Edersee

Heute befinden sich in der Burganlage ein Museum sowie ein Hotel und Restaurant. Das Museum zeigt in der Ausstellung „Hinter Schloss und Riegel“ vorwiegend Exponate aus der Zeitepoche des Frauengefängnisses sowie des Zuchthauses im 18. und 19. Jahrhundert. Die Führung ist auch mit Hilfe eines Audioguidesystems möglich.
Von der Burg aus ist ein weiter Ausblick auf den Edersee bis zur Staumauer sowie in den Kellerwald möglich. Die Gondelbahn Waldecker Bergbahn verbindet die Burg und die unterhalb liegenden Ausflugsziele am Edersee.